# Baraja china

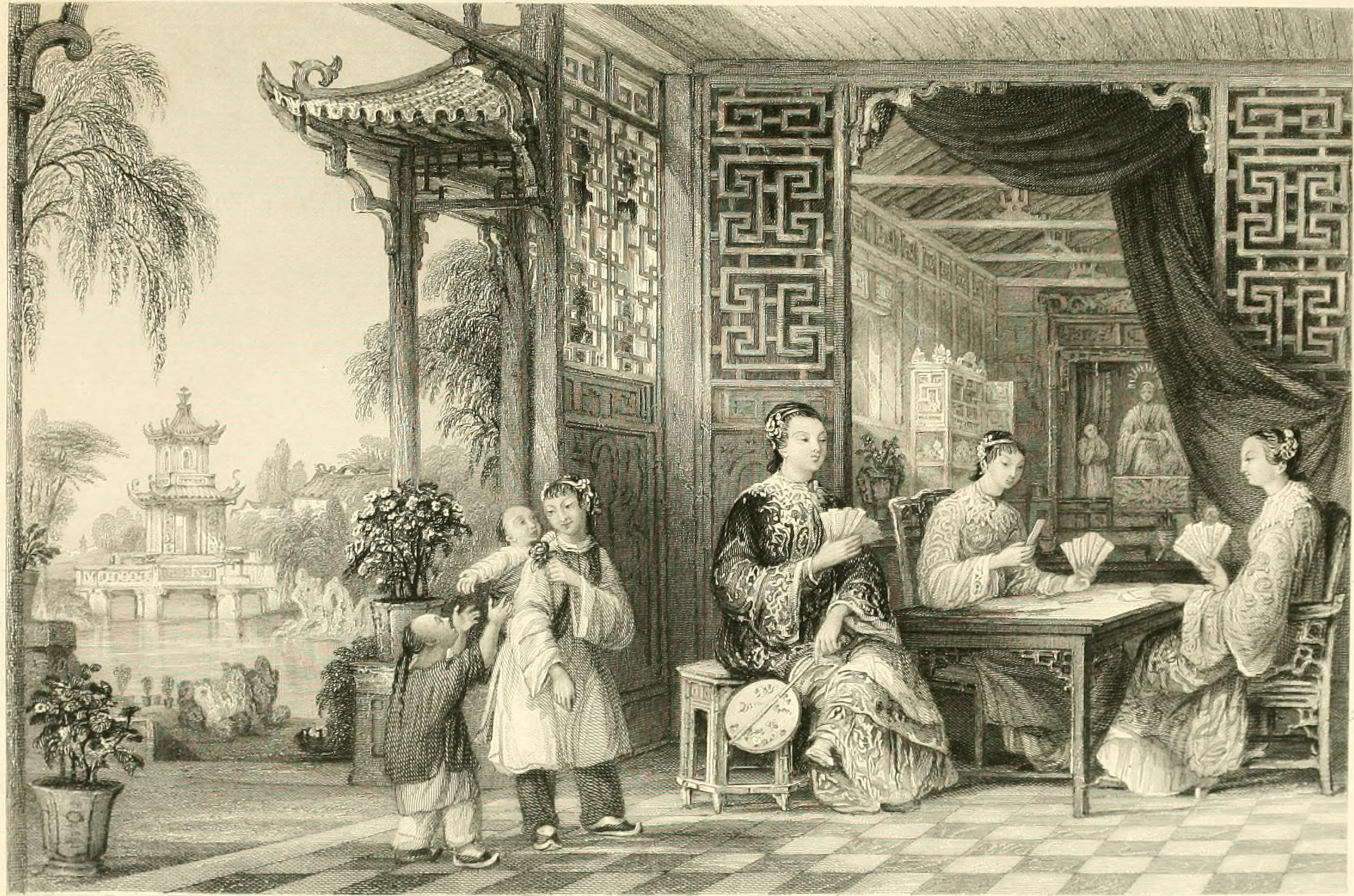
Dibujo de Thomas Allom, de 1843

La baraja china (chino tradicional :紙牌; chino simplificado :纸牌; pinyin : zhǐpái ) fue muy probablemente inventada en China durante la dinastía Song del Sur (1227-79). Sin duda existían en el imperio mongol de la dinastía Yuan (1271-1368).
Los chinos usan la palabra PAI (牌), que significa «placa», para referirse tanto a las cartas y a las placas o baldosas. Muchas fuentes antiguas son ambiguas porque no se refieren específicamente al PAI papel (naipe ) o el PAI placa (ladrillo). En términos de juego, no hay diferencia; se pueden utilizar tanto para los naipes en sí, como para ocultar las caras de las cartas a los otros jugadores con reversos idénticos. Los juegos de cartas son ejemplos de juegos de información imperfecta, lo contrario que los deajedrez o del go.
Michael Dummett atribuye a los chinos la invención de los juegos de azar con cartas, los palos y el juego de cartas con baza. Pronto, de este juego con cartas aparecieron muchas variantes de otros. Durante la dinastía Qing (1644-1912), aparecieron los primeros juegos de cartas con combinación. Hacia el final de la dinastía, la gran mayoría de los juegos tradicionales de cartas chinas eran de extracción y descarte. Las cartas chinas han proliferado en el Sudeste Asiático por los inmigrantes chinos.  También se conocen en Mongolia y el Japón. La dirección de operaciones y el juego es en sentido antihorario.

## Juegos de cartas de dominó

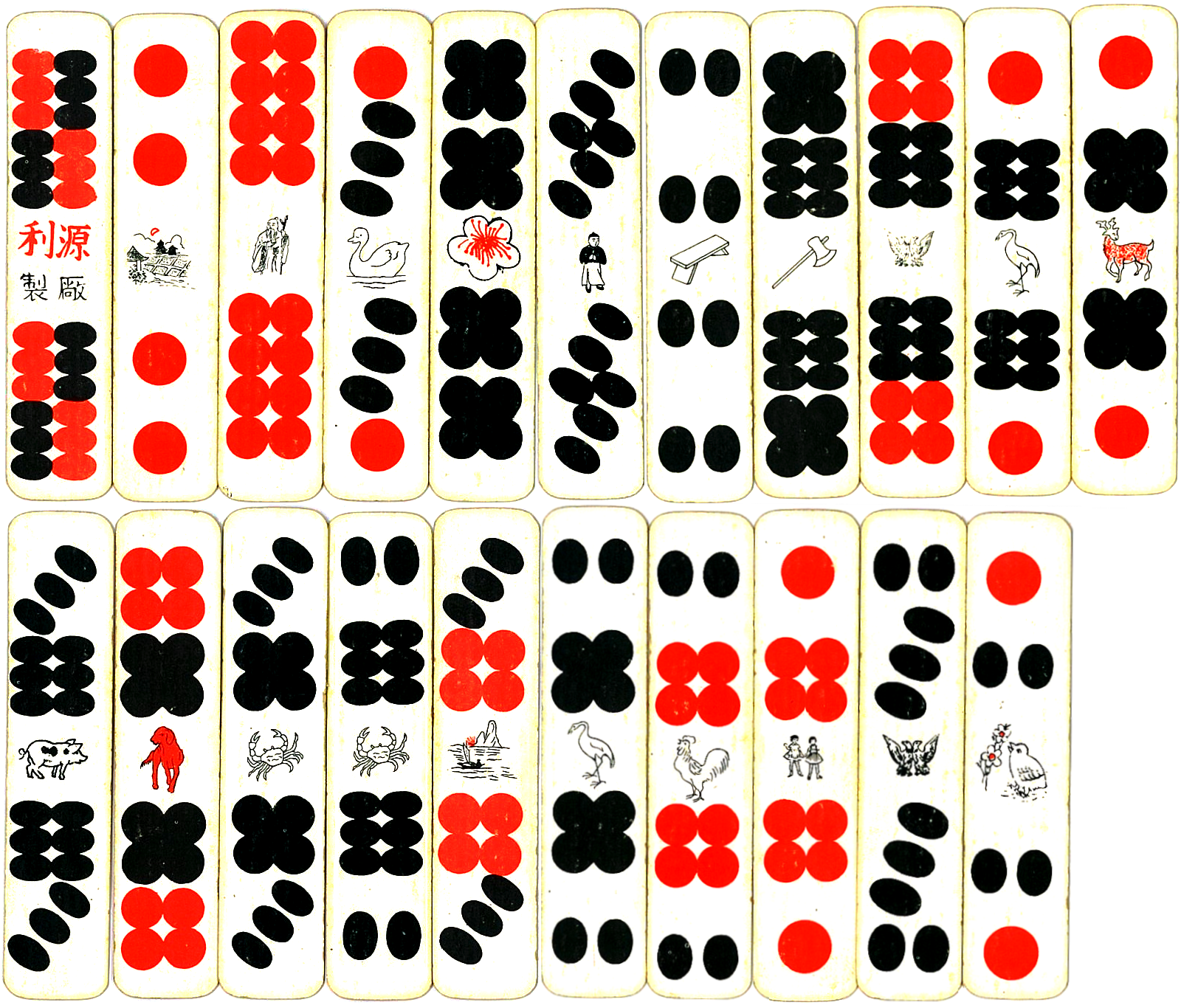
Cartas de dominó chino con el palo civil en la parte superior y el palo militar en la parte inferior.

El dominó chino apareció por primera vez alrededor de la dinastía Song del Sur (1127-1279) y presenta todas las 21 combinaciones de un par de dados. Se convirtieron en formato de carta alrededor del 1600. Aunque no es visualmente aparente, se dividen en dos palos: civil y militar —originariamente chino y bárbaro, respectivamente—. La invención del concepto de palo aumentó el nivel de la estrategia en los juegos con base; la carta de un palo no puede vencer a la carta de otro palo, independientemente de su rango. La clasificación idiosincrásica y los palos provienen de los juegos de dados chinos.
Los juegos de cartas de dominó se encuentran en diferentes tamaños. Las cubiertas más pequeñas se utilizan en juegos con baza y juegos con banca. Las barajas con 32 cartas, se duplicaron con el palo civil, se utilizan para jugar el Tien Gow y Pai Gow. Se utilizaron barajas más grandes, para juegos con combinación y juegos de pesca, que podían tener más de un centenar de cartas y podían incluir comodines.

## Dinero en forma de cartas

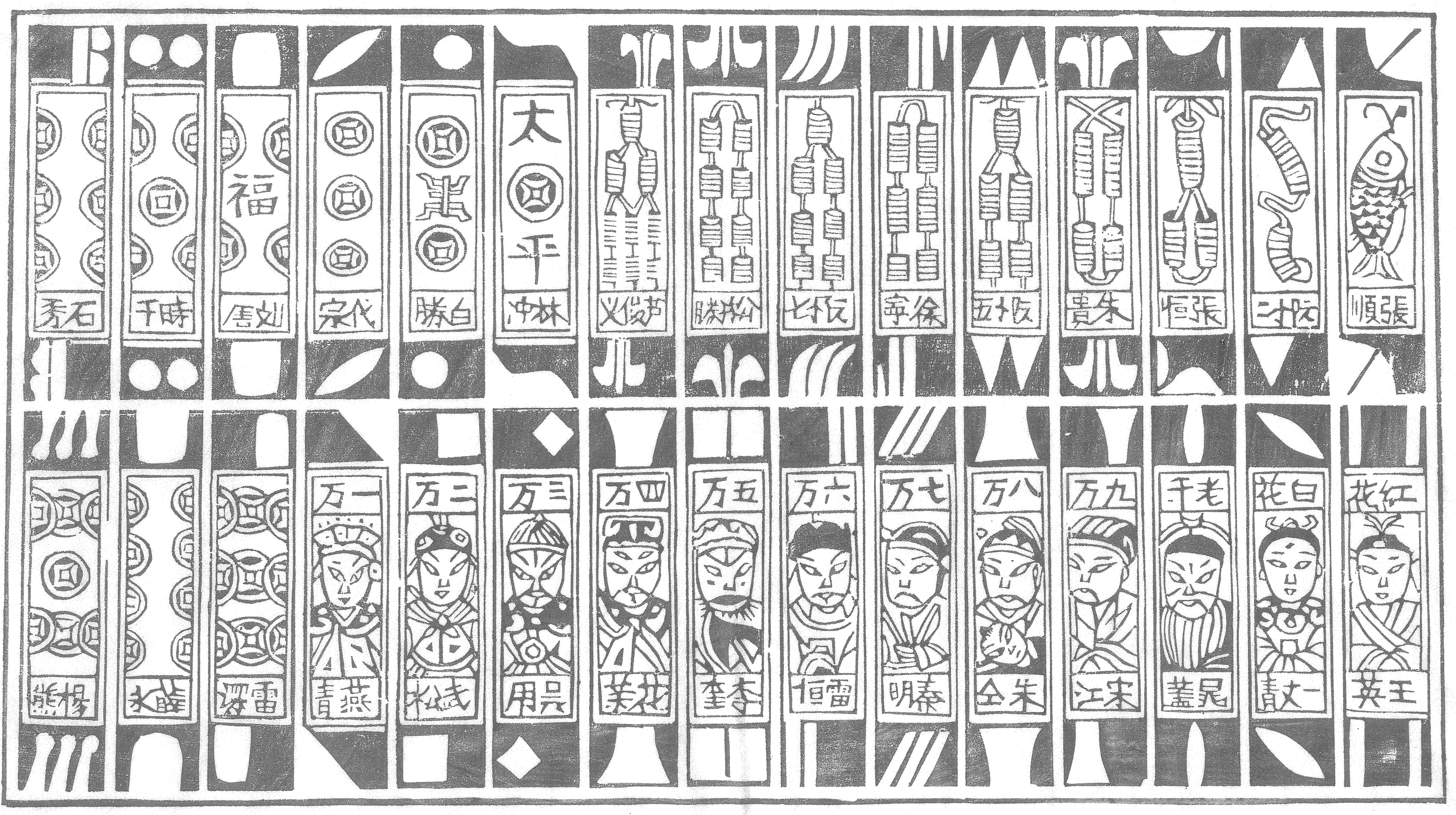
Baraja de cartas de A la orilla del agua(水滸牌)

El dinero en forma de cartas han atraído la mayor atención de los estudiosos. Estas cartas se consideran como las antepasadas de la mayoría de cartas de juego del mundo. Cada palo representa una unidad diferente de la moneda. Lu Rong (1436-1494) describe una pelea de 38 cartas de cuatro palos:
- Cash o monedas (纹, wen ): 1 a 9 cash (9 cartas en total).
- Cadena de cash (索瘠, suǒ jí): 1 a 9 cadenas (9 cartas en total).
- Miríada de cadenas (万/萬, wàn): 1 a 9 miríadas (9 cartas en total).
- Décima de miríadas (十, shí): 20 a 90 miríadas, centena de miríadas, millar de miríadas, y miríada de miríadas (11 cartas en total).

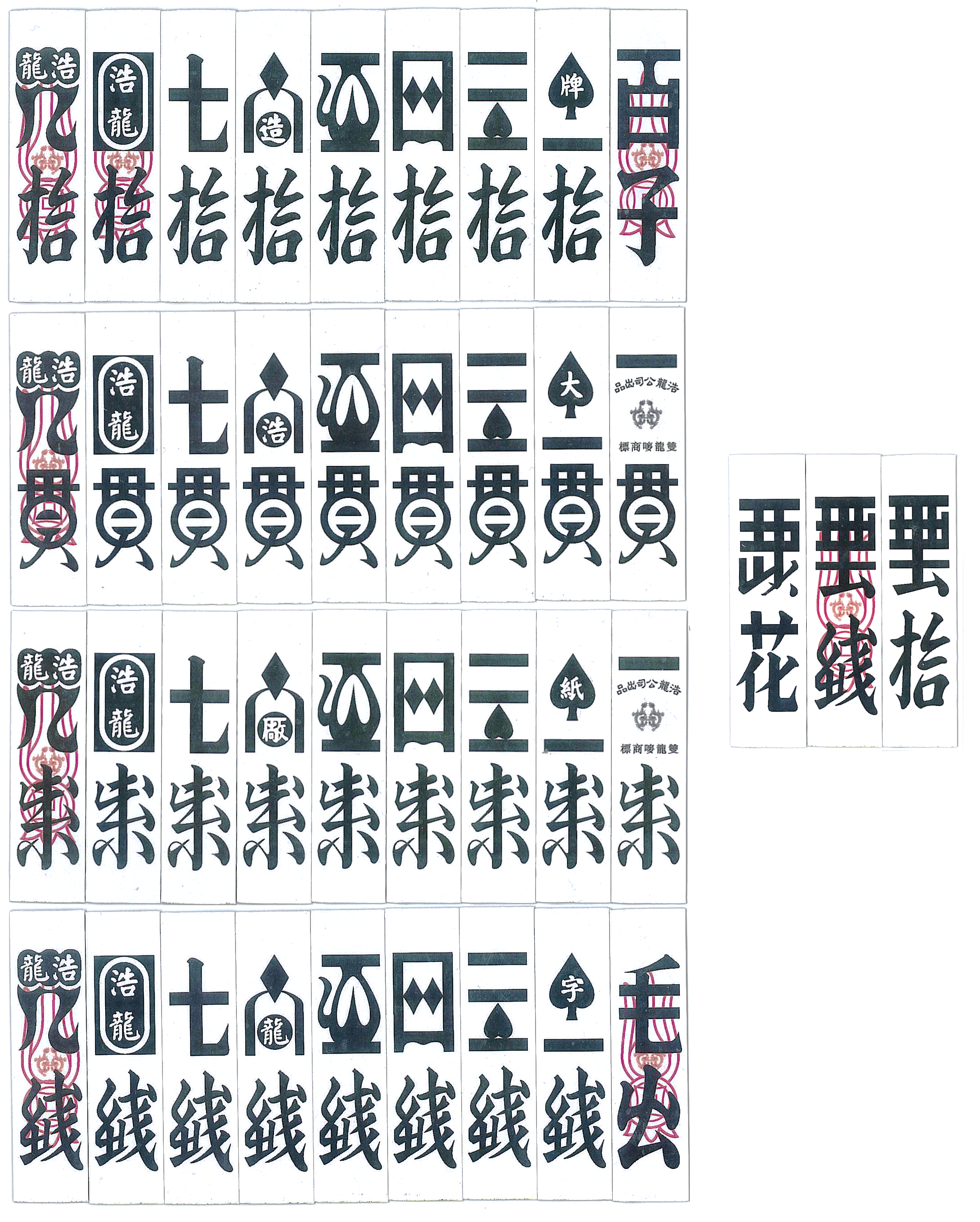
Baraja para jugar a «Seis tigres» (六虎牌).

No hay ninguna carta de 10 miríadas, ya que comparten el mismo nombre que su palo. A principios del siglo  XVII, se añadieron dos cartas más al palo de cash: medio cash y cero cash. La demanda de cash también estaba en orden inverso, las cartas de números más bajos superaban a las superiores. Esta característica también apareció al principio en otros juegos de cartas como Ganjifa, Tarot, el hombre, y Maw. Durante las dinastías Ming y Qing, el palo de las miríadas de cadenas y de las decenas de miríadas representaban personajes de la novela A la orilla del agua, que es por eso que también se llamaban «cartas de A la orilla del agua» (水滸牌). También se las conoce como cartas Madiao (马吊) para un juego que era muy popular.
A partir del siglo  XVII, se hicieron populares los juegos jugados con menos cartas. Esto se hizo mediante la eliminación del pal de decena de miríadas, excepto la de millar de miríadas, en el juego de kanhu (看虎). Durante los siglos XVIII y XIX, el millar de miríada, medio cash y cero cash adquirieron nuevas identidades como los palos antiguo millar, flor blanca y flor roja, respectivamente. A veces se unen mediante una carta «fantasma». La carta de miríada de miríadas desapareció por el siglo  XIX. Durante la dinastía Qing, los juegos de descarte se hicieron más populares y la baraja de 30 cartas se multiplicó a menudo con de dos a cinco copias de cada carta. El mahjong, que también existe en formato de carta, se deriva de estos tipos de juegos durante la mitad del siglo XIX.
Los Hakka, utilizaron barajas con cuatro palos para jugar a los «Seis tigres» (六虎牌). Las cartas para jugar a los «Seis tigres» no tienen ilustraciones, y en su lugar únicamente hay ideogramas del rango y el palo de cada tarjeta.
Otro juego de estructura similar es el Bài Bất en Vietnam; su versión de tres palos es el Tổ tôm. Estas cartas vietnamitas fueron rediseñadas por Camoin de Marsella durante el dominio colonial francés para describir personas que llevaban trajes tradicionales japoneses del período Edo. Algunos derivados directos extranjeros incluyen el Bài tới en Vietnam, Pai Tai en Tailandia, y Cheki en Malasia, Singapur e Indonesia. Posiblemente las cartas coreanas tujeon (투전) son un descendiente. Al final, todas las barajas de cuatro palos —especialmente las cartas italianas y españolas— descienden indirectamente del sistema de dinero en forma de cartas a través de los ganjifa los mamelucos.

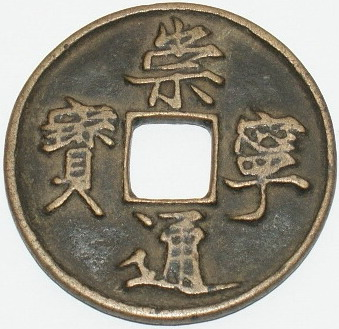
Moneda de la dinastía Song
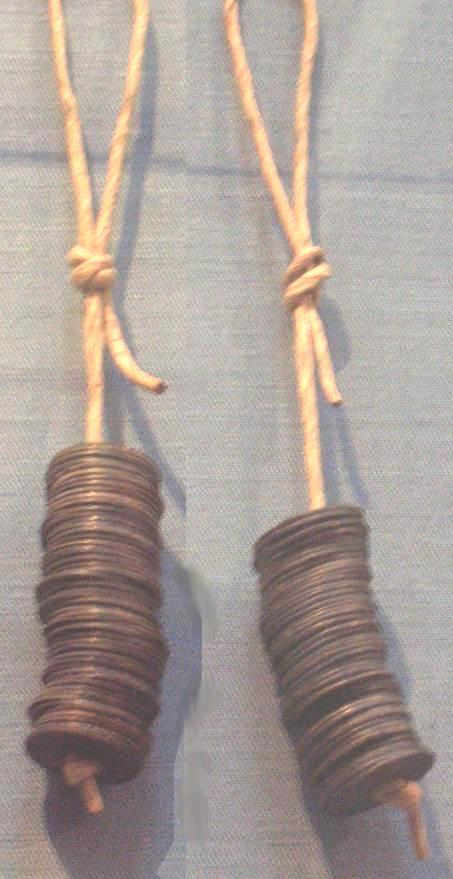
Cadena de monedes
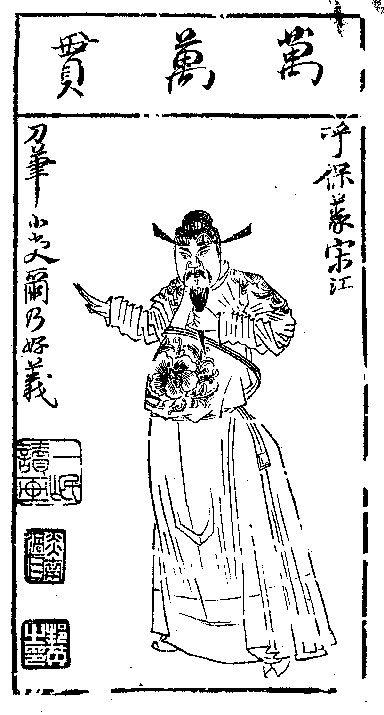
Carta miríada de miríada que representa a Song Jiang, il·lustrada por Chen Hongshou para a un juego de beber
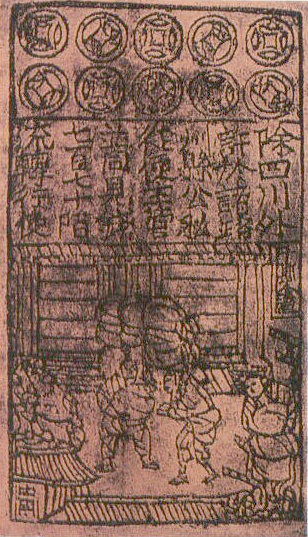
Billete de la dinastía Song
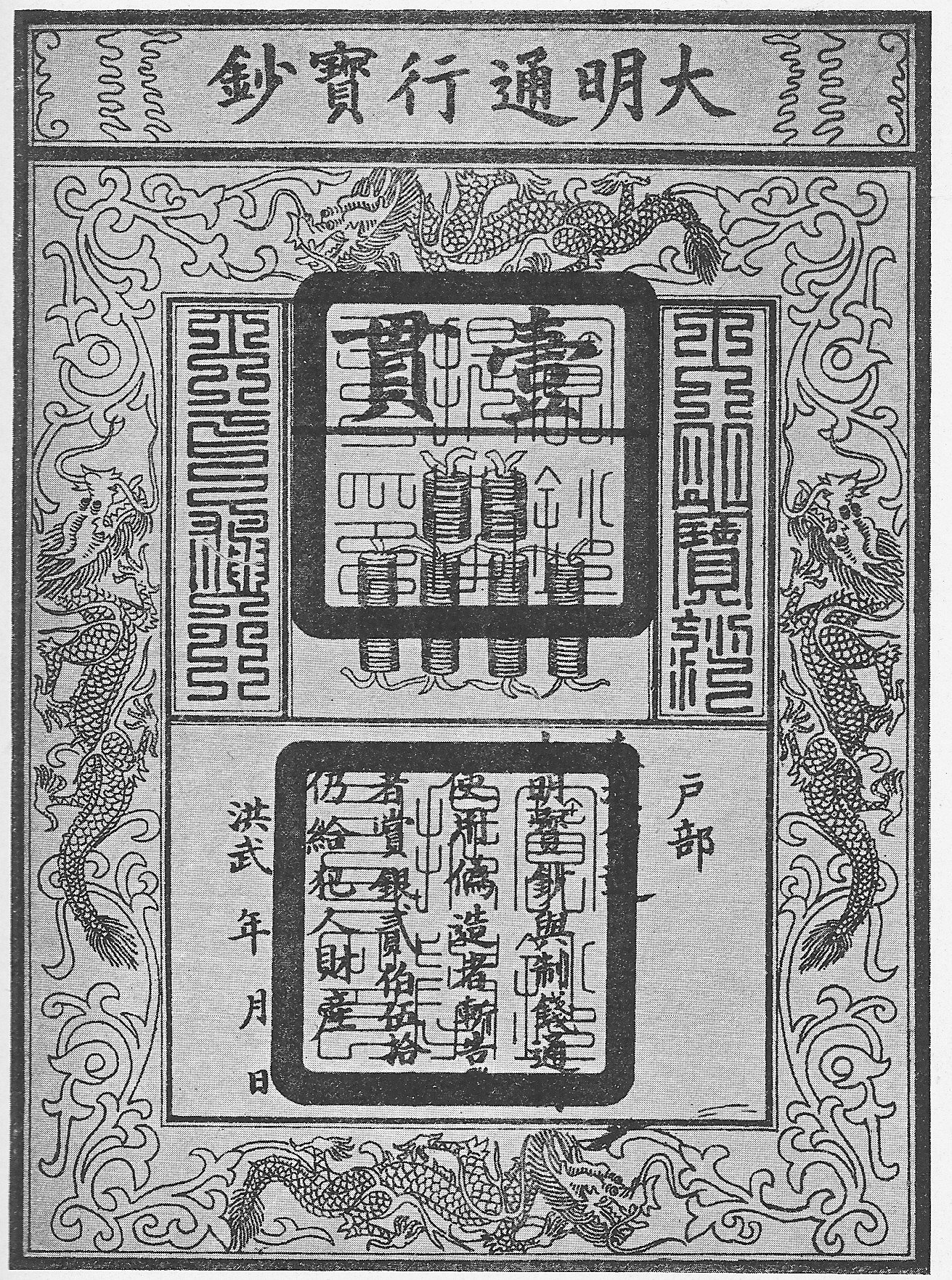
Billete de la dinastía Ming
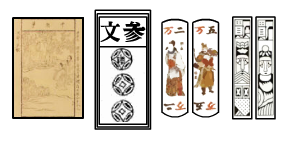
Diferentes tipos de cartas-moneda

## Las figuras de las cartas
Las figuras de las cartas, impresas con caracteres chinos, aparecieron por primera vez durante la mitad de la dinastía Qing. Hay varios tipos de figuras de las cartas con el objetivo de utilizarlas para jugar a juegos de combinación.
El número de las cartas son bastante similares a la baraja para jugar a los «Seis tigres», pero contiene sólo dos palos e incluye el rango 10. Los dos palos están etiquetados con numeración china, un escrito con escritura normal mientras que el otro está en escritura formal o financiera. Algunas barajas tienen cartas con palos especiales. Hay 4 copias de cada carta.
Las cartas de adulto (上大人牌) están basadas en un libro llamado «El adulto», utilizado por los estudiantes de la dinastía Tang a la dinastía Qing. Hay 24 o 25 series de cartas con cada serie basada en un personaje de este libro. Cada una contiene cuatro o cinco cartas idénticas. Una variación conocida como 3-5-7 barajas, contiene 27 series diferentes pero con un número desigual de cartas, algunas tienen dos, tres o cinco cartas, que suman un total de 110 cartas.
Las cartas muñeca (娃兒牌) contienen ocho series de cartas repetidas ocho veces. Una carta de cada serie es una versión especial de la carta diferenciada del resto porque representa un ser humano o una muñeca. En cada baraja se incluye una serie de novenas cartas sin escritura que muestra una muñeca y una carta que muestra dos muñecas. Se encuentran en Sichuan y Chongqing. A diferencia de otros tipos de cartas chinas, no se han extendido a otros países y se limita en gran medida en el sur de China.

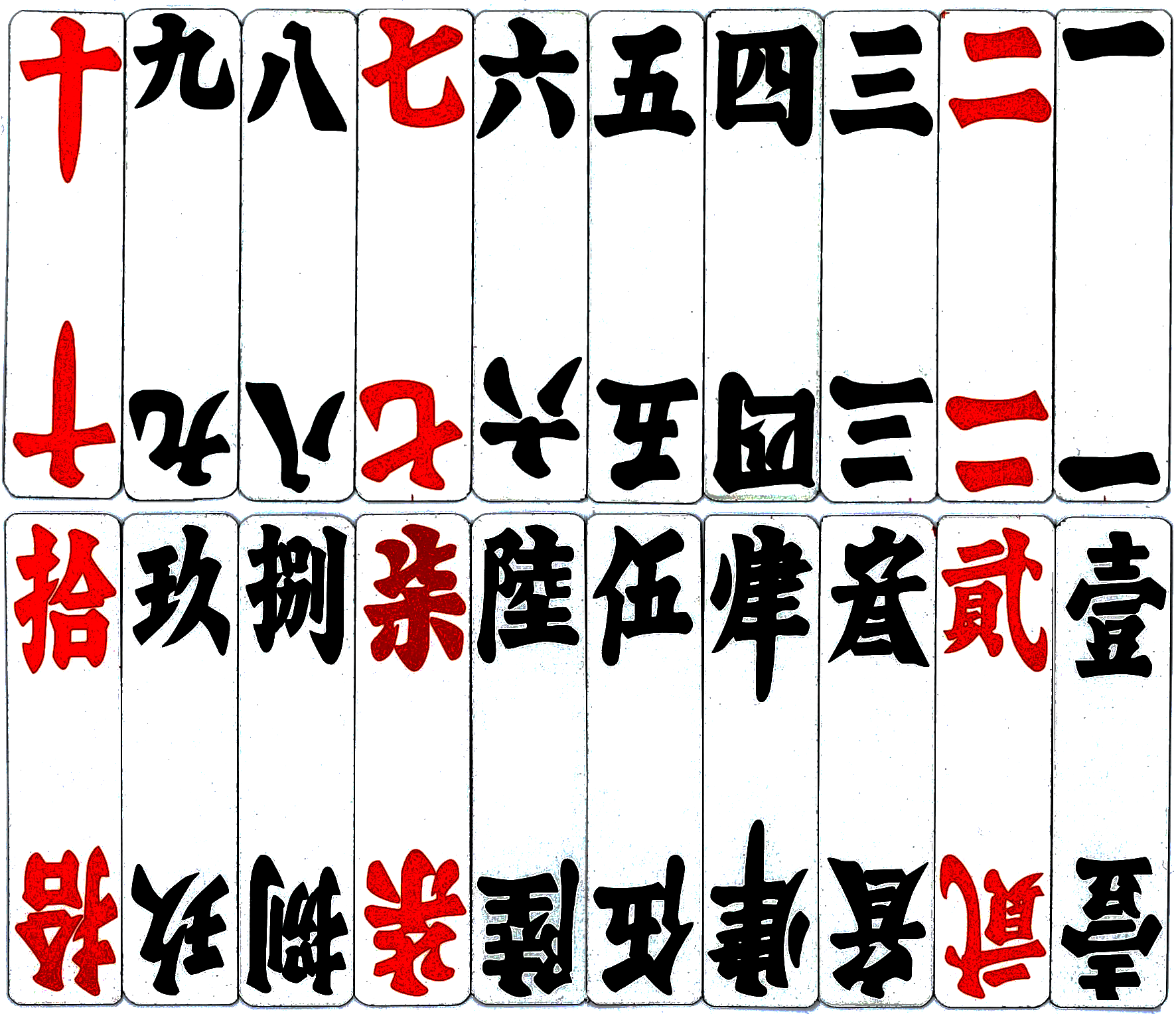
Cartas numeradas de Hunan. Las cartas superior están escritas con un estilo ordinario, y las cartas inferiores están escritas en un estilo formal
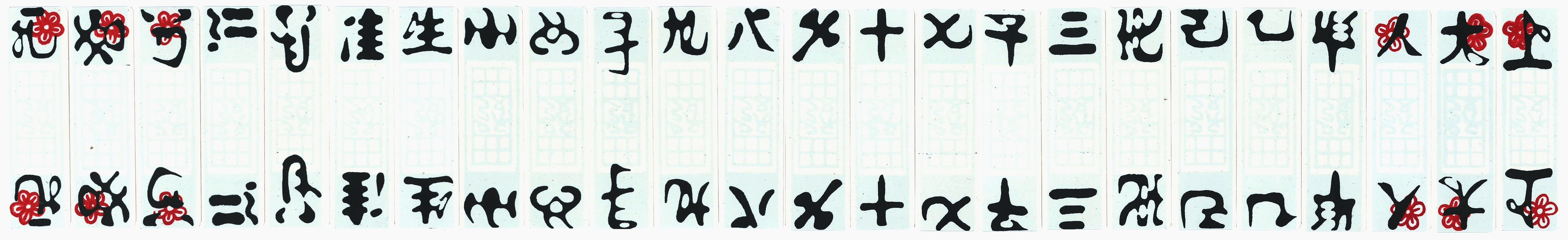
Cartas de adulto. La inscripción ha de leerse de derecha a izquierda
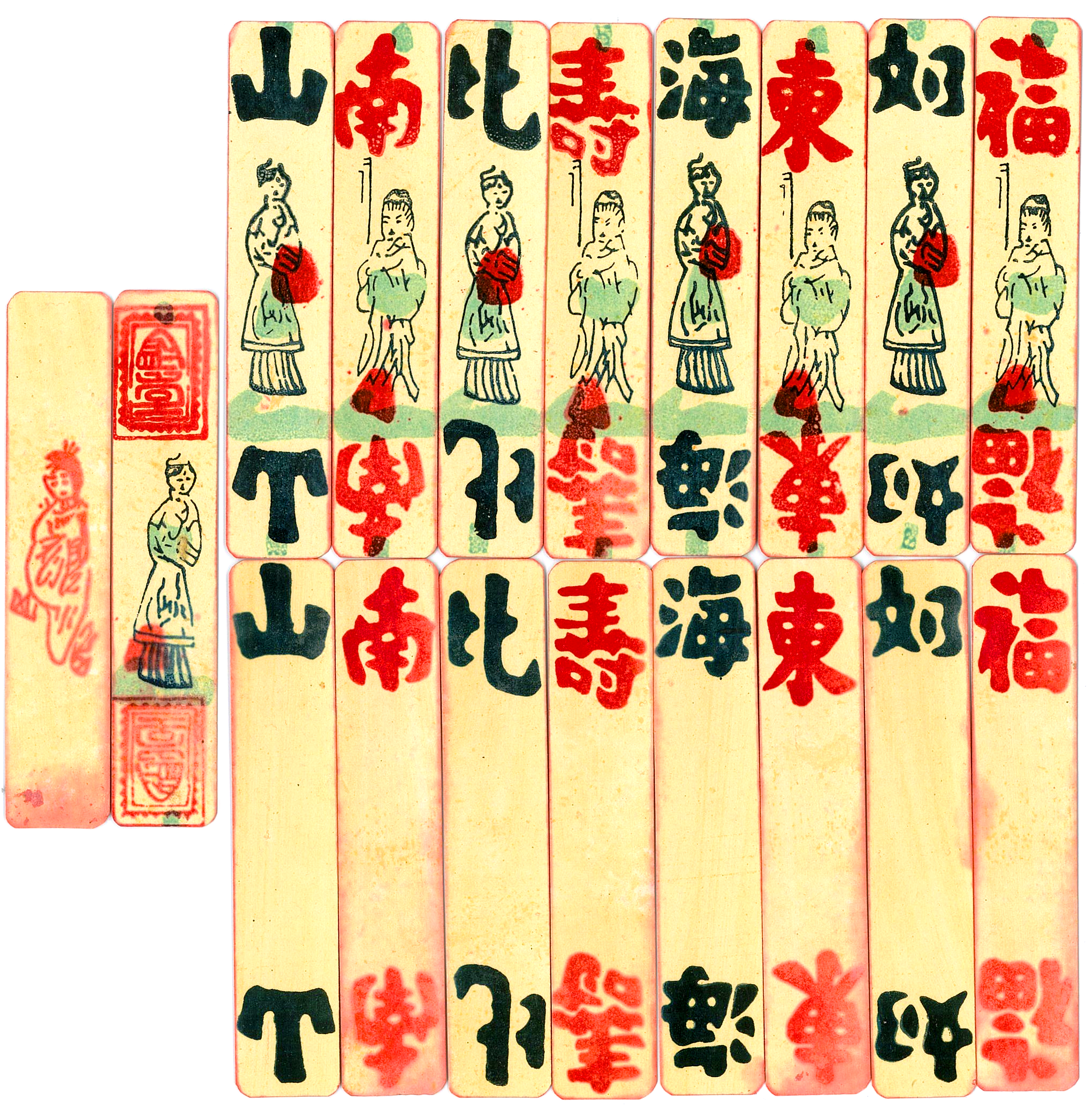
Cartas muñeca de Chongqing

## Cartas de ajedrez

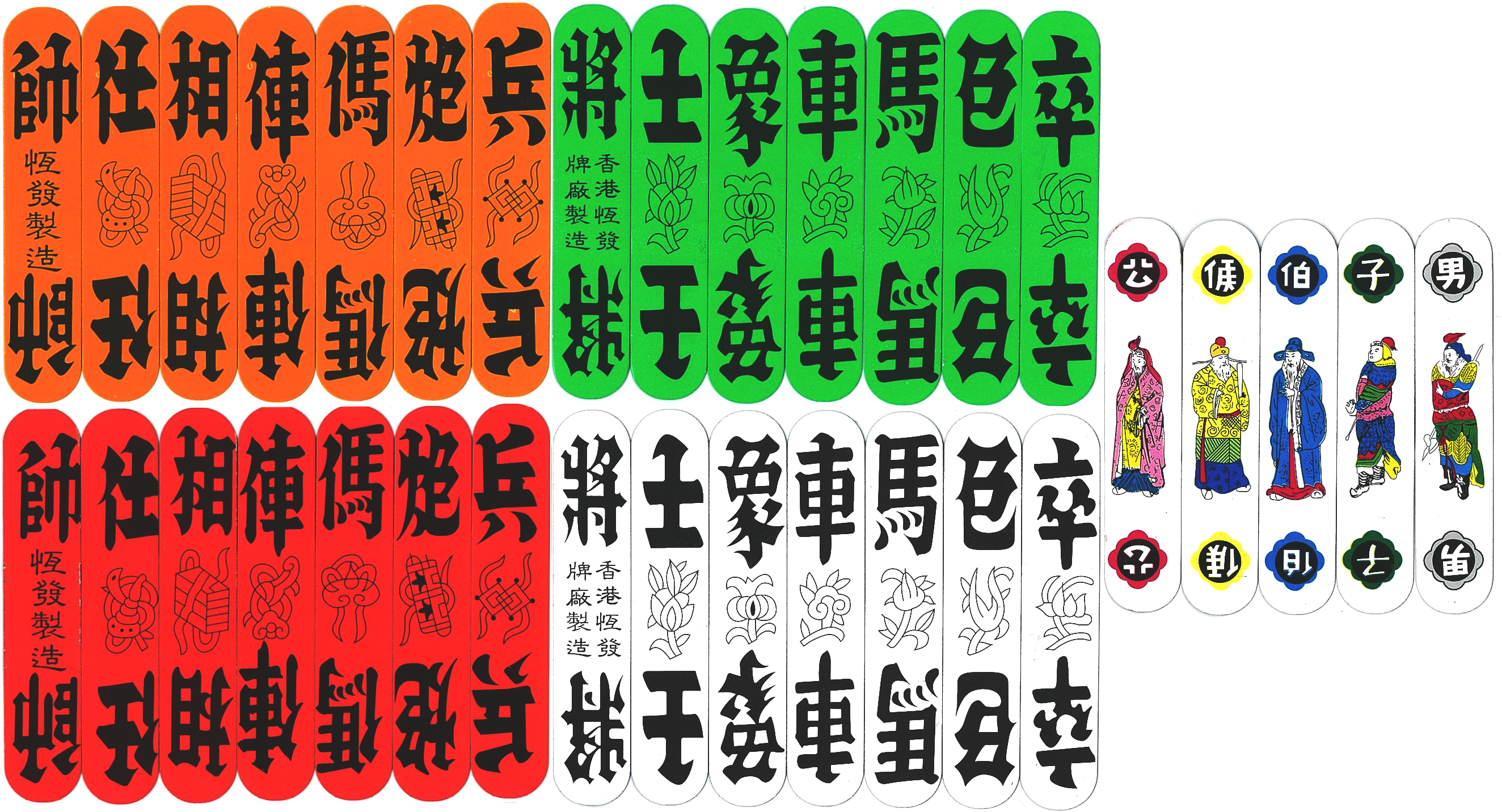
Cartas de cuatro colores, con 5 comodines «oro»

Las cartas basadas en el ajedrez chino (象棋, xiangqi), aparecieron durante el siglo XIX. En general, se dividen en dos categorías, las que tienen dos palos —conocidas como cartas rojas o cartas de pescar —, y aquellas con cuatro palos —conocidas como cartas de cuatro colores—. Cada palo contiene cartas con nombres de las siete piezas de ajedrez diferentes. Algunas barajas tienen varias copias de cada carta y también pueden contener comodines.
La mayoría de los juegos con estas cartas son con combinación, parecido al Tam cúc de dos barajas de Vietnam.